# Canalul Ben Gurion
Proiectul Canalului Ben Gurion sau Canalul israelian este un proiect de canal propus prin statul Israel. Acesta ar lega Golful Aqaba de Marea Mediterană. David Ben Gurion, după care va fi numit viitorul canal, este considerat părintele fondator al Israelului și a fost primul prim-ministru al Israelului.